# Гегинген (Виртемберг)
Гегинген (њем. Göggingen) општина је у њемачкој савезној држави Баден-Виртемберг. Једно је од 42 општинска средишта округа Осталб. Према процјени из 2010. у општини је живјело 2.414 становника. Посједује регионалну шифру (AGS) 8136024.

## Географски и демографски подаци
Гегинген се налази у савезној држави Баден-Виртемберг у округу Осталб. Општина се налази на надморској висини од 488 метара. Површина општине износи 11,4 km². У самом мјесту је, према процјени из 2010. године, живјело 2.414 становника. Просјечна густина становништва износи 212 становника/km².